# Campionati europei di pentathlon moderno 1987
I campionati europei di pentathlon moderno 1987 si sono svolti a Berlino Ovest, in Germania Ovest, dove si sono disputate le gare maschili individuali ed a squadre.

## Risultati

### Maschili
| Evento      | Oro                                                                 | Argento      | Bronzo                 |
| Individuale | József Demeter                                                      | Milan Kadlec | Vakht'ang Iagorashvili |
| A squadre   | Unione Sovietica Vakht'ang Iagorashvili A. Chaplanov German Juferov | Ungheria     | Gran Bretagna          |

## Medagliere
| Posizione | Paese            |   |   |   | Totale |
| --------- | ---------------- | - | - | - | ------ |
| 1         | Ungheria         | 1 | 1 | 0 | 2      |
| 2         | Unione Sovietica | 1 | 0 | 1 | 2      |
| 3         | Cecoslovacchia   | 0 | 1 | 0 | 1      |
| 4         | Gran Bretagna    | 0 | 0 | 1 | 1      |
| Totale    | Totale           | 2 | 2 | 2 | 6      |